# Bazaruto-archipel
De Bazaruto-archipel is een groep van vijf eilanden langs de kust van Mozambique in de Straat Mozambique. De eilanden strekken zich van noord naar zuid uit over een afstand van 55 km en liggen 15 - 25 km van het vasteland. Ze behoren tot de districten Inhassoro en Vilanculos in de provincie Inhambane. In februari 2007 werd de archipel zwaar getroffen door de orkaan Favio.

## De eilanden
De archipel bestaat uit de volgende eilanden:
- Bazaruto is het hoofdeiland dat zijn naam aan de archipel heeft gegeven en is 32,5 km lang en ongeveer 5 km breed
- Benguerra ligt een kilometer ten zuiden van Bazaruto en meet een tiental kilometer van noord naar zuid
- Magaruque ligt 5,5 km ten zuiden van de vorige en is veel kleiner
- Santa Carolina is 3 km lang en is een eiland van rots en koraal, gelegen tussen Bazaruto en het vasteland
- Bangue is een klein eilandje ten zuiden van Magaruque

## Natuurlijke rijkdom
De zee rondom de eilanden is het leefgebied van doejongs. In de archipel leven verder schildpadden, antilopen, flamingo's, pelikanen, otters, dolfijnen en bultruggen. In de zoetwatermeren van de twee grootste eilanden leven krokodillen. Er zijn honderden vissoorten, evenals ongeveer 200 vogelsoorten.
De archipel wordt beschermd als onderdeel van het in 1971 opgerichte Nationaal Park Bazaruto-archipel, dat ook de koraalriffen rondom de eilanden omvat.

## Toerisme
De archipel is een toeristische bestemming die vooral rijke Zuid-Afrikaanse toeristen trekt. Men kan er wandelen, duiken, snorkelen en zonnebaden op de witte stranden. Bazaruto en Benguerra worden gedomineerd door grote zandduinen. Toegangspoorten tot de archipel zijn de steden Vilankulo en Inhassoro, van waaruit motorboten en dhows met de eilanden verbinden. De eilanden hebben ook landingsbanen.

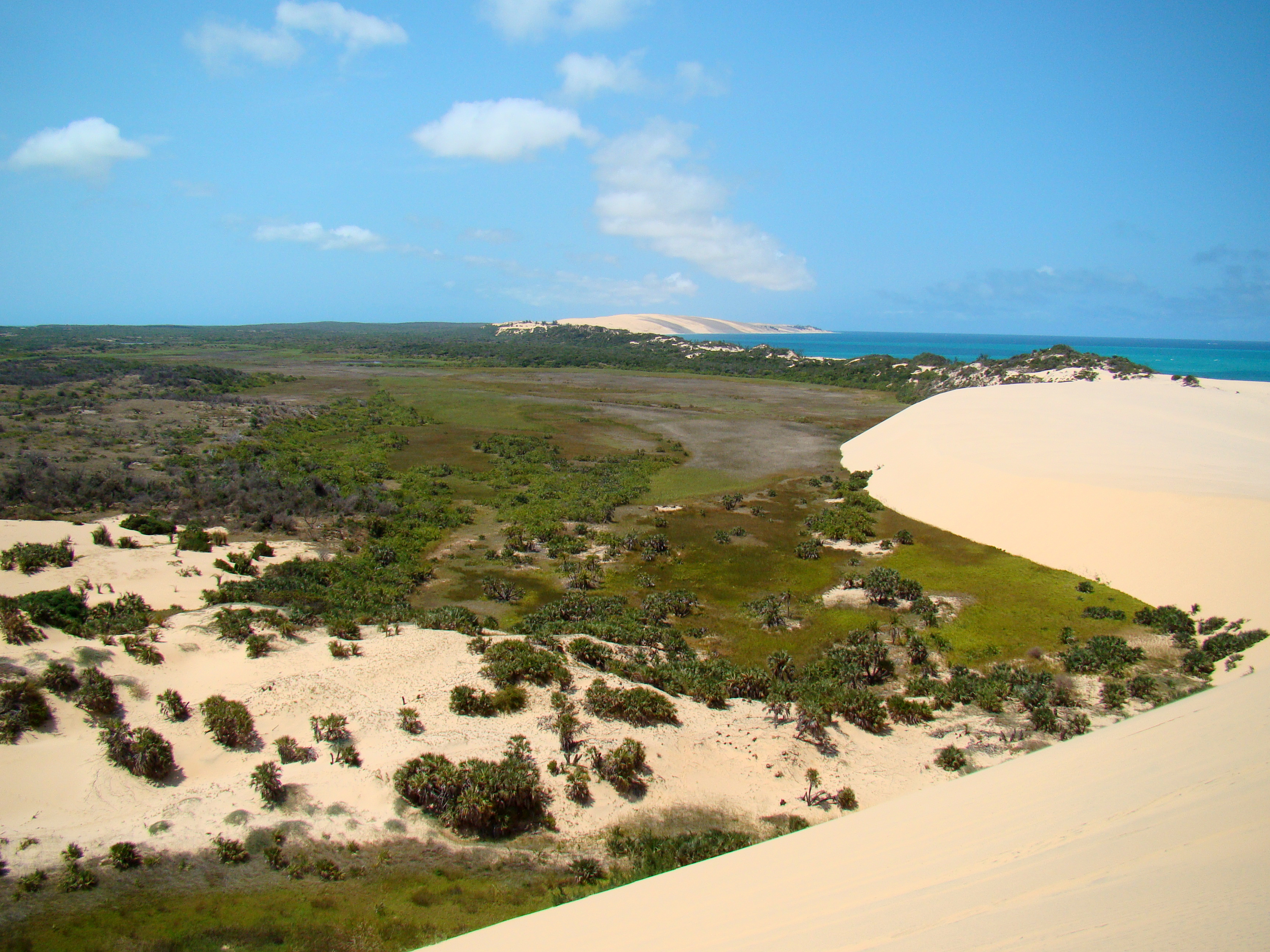
Zandduinen aan de oostzijde van Bazaruto